# イタリアンレッド
イタリアンレッド（欧字名:Italian Red、2006年2月24日 - ）は、日本の競走馬、繁殖牝馬。主な勝ち鞍に2011年七夕賞、小倉記念、府中牝馬ステークス。2011サマー2000シリーズチャンピオンである。
馬名の意味は、イタリアで見られる艶のある赤色。「レッド」は冠名でもある。

## 戦績

### 2009年
クラシックシーズンに間に合わず、デビューは6月6日の中京芝1800mの未勝利戦でのデビューとなった（8番人気で3着）。2戦目の8月1日の小倉の未勝利戦（芝2000m）で初勝利を飾る。続く小倉の500万下も連勝。しかし重賞初挑戦となったローズステークスは15着に敗れてこの後休養に入る。

### 2010年
3月の中山戦で復帰し、2戦するもそれぞれ3着、4着となる。5月の京都の御室特別で2着に入ったものの、500万に降級した阪神の平場戦は1番人気で7着に敗れる。しかし小倉の対馬特別を1番人気に応え勝利すると、続く西海賞も連勝。9月の阪神の準オープンのムーンライトハンデも勝ち、3連勝を飾りオープン入りする。オープンに入ってからはアンドロメダステークスは10着、重賞の愛知杯は4着となる。

### 2011年
休養明けの新潟の福島牝馬ステークスは5着。マーメイドステークスは4着となる。そして、東日本大震災の影響で中山開催となった七夕賞は直線差しきり重賞初制覇を飾り、さらに小倉記念も七夕賞同様に直線差しきり、勝ち時計1:57.3の小倉芝2000mのコースレコードで重賞連勝を飾ると共に2011サマー2000シリーズの覇者となった。牝馬がサマー2000シリーズを制したのは史上初である。府中牝馬ステークスは中団待機から直線で抜け出しアニメイトバイオ、フミノイマージンとの叩き合いを制し重賞3連勝となる。エリザベス女王杯では好位追走も直線で伸びず9着だった。

### 2012年
中山牝馬ステークスでは終始後方のまま14着に大敗した。3月21日付けで競走馬登録を抹消、社台ファームで繁殖牝馬となる。

## 競走成績
| 年月日     | 競馬場 | 競走名           | 格       | 頭数 | オッズ （人気） | オッズ （人気） | 着順 | 騎手       | 斤量 [kg] | 距離（馬場）  | タイム （上り3F） | タイム 差 | 勝ち馬/（2着馬）     |
| ---------- | ------ | ---------------- | -------- | ---- | --------------- | --------------- | ---- | ---------- | --------- | ------------- | ----------------- | --------- | -------------------- |
| 2009.06.06 | 中京   | 3歳未勝利        |          | 16   | 34.9            | （8人）         | 03着 | 浜中俊     | 54        | 芝1800m（稍） | R1:48.3（37.0）   | -0.9      | マヤノカピオラニ     |
| 0000.08.01 | 小倉   | 3歳未勝利        |          | 16   | 05.6            | （2人）         | 01着 | 浜中俊     | 54        | 芝2000m（良） | R2:00.5（35.6）   | -0.0      | (カノヤグッドラック) |
| 0000.08.30 | 小倉   | 3歳上500万下     |          | 14   | 04.1            | （2人）         | 01着 | 浜中俊     | 52        | 芝1800m（良） | R1:47.9（34.3）   | -0.1      | (リーガルアミューズ) |
| 0000.09.20 | 阪神   | ローズS          | GII      | 18   | 33.3            | （7人）         | 15着 | 浜中俊     | 54        | 芝1800m（良） | R1:45.9（35.5）   | -1.2      | ブロードストリート   |
| 2010.03.20 | 中山   | 鎌ケ谷特別       | 1000万下 | 14   | 13.5            | （4人）         | 03着 | 吉田豊     | 55        | 芝1800m（良） | R1:50.1（34.7）   | -0.3      | スカーレットダイヤ   |
| 0000.04.11 | 中山   | 野島崎特別       | 1000万下 | 13   | 03.2            | （2人）         | 04着 | 吉田豊     | 55        | 芝1800m（良） | R1:48.4（34.5）   | -0.1      | ダイワジャンヌ       |
| 0000.05.30 | 京都   | 御室特別         | 1000万下 | 10   | 06.1            | （3人）         | 02着 | 秋山真一郎 | 55        | 芝2000m（良） | R2:01.8（34.1）   | -0.1      | サクラローズマリー   |
| 0000.06.26 | 阪神   | 3歳上500万下     |          | 8    | 01.7            | （1人）         | 07着 | 浜中俊     | 55        | 芝2000m（重） | R2:05.6（39.4）   | -2.3      | ロイヤルネックレス   |
| 0000.07.17 | 小倉   | 対馬特別         | 500万下  | 12   | 02.5            | （1人）         | 01着 | 浜中俊     | 55        | 芝1700m（良） | R1:39.9（34.7）   | -0.2      | (アグネスサクラ)     |
| 0000.08.08 | 小倉   | 西海賞           | 1000万下 | 15   | 02.4            | （1人）         | 01着 | 浜中俊     | 55        | 芝1800m（良） | R1:47.3（34.4）   | -0.2      | (スイートマトルーフ) |
| 0000.09.26 | 阪神   | ムーンライトH    | 1600万下 | 11   | 04.3            | （2人）         | 01着 | 浜中俊     | 52        | 芝2000m（良） | R2:00.2（34.0）   | -0.1      | (ロイヤルネックレス) |
| 0000.11.13 | 京都   | アンドロメダS    | OP       | 13   | 08.5            | （4人）         | 10着 | 秋山真一郎 | 52        | 芝2000m（良） | R2:00.6（36.2）   | -1.1      | アドマイヤメジャー   |
| 0000.12.19 | 小倉   | 愛知杯           | GIII     | 18   | 07.4            | （3人）         | 04着 | 秋山真一郎 | 53        | 芝2000m（良） | R1:59.7（34.3）   | -0.2      | セラフィックロンプ   |
| 2011.04.23 | 新潟   | 福島牝馬S        | GIII     | 16   | 16.6            | （10人）        | 05着 | 中舘英二   | 54        | 芝1800m（良） | R1:46.1（33.8）   | -0.7      | フミノイマージン     |
| 0000.06.19 | 阪神   | マーメイドS      | GIII     | 13   | 06.1            | （3人）         | 04着 | 福永祐一   | 53        | 芝2000m（良） | R2:00.8（34.7）   | -0.4      | フミノイマージン     |
| 0000.07.10 | 中山   | 七夕賞           | GIII     | 17   | 17.7            | （7人）         | 01着 | 中舘英二   | 52        | 芝2000m（良） | R2:00.5（34.9）   | -0.0      | (タッチミーノット)   |
| 0000.07.31 | 小倉   | 小倉記念         | GIII     | 18   | 07.6            | （4人）         | 01着 | 浜中俊     | 55        | 芝2000m（良） | R1:57.3（35.7）   | -0.3      | (キタサンアミーゴ)   |
| 0000.10.16 | 東京   | 府中牝馬S        | GII      | 16   | 09.6            | （5人）         | 01着 | 中舘英二   | 55        | 芝1800m（稍） | R1:46.8（33.7）   | -0.0      | (アニメイトバイオ)   |
| 0000.11.13 | 京都   | エリザベス女王杯 | GI       | 18   | 10.5            | （5人）         | 09着 | 浜中俊     | 56        | 芝2200m（良） | R2:12.7（35.2）   | -1.1      | スノーフェアリー     |
| 2012.03.11 | 中山   | 中山牝馬S        | GIII     | 16   | 15.3            | （6人）         | 14着 | 三浦皇成   | 56        | 芝1800m（重） | R1:52.2（37.0）   | -1.6      | レディアルバローザ   |

- タイム欄のRはレコード勝ちを示す。

## 繁殖成績
|       | 馬名                   | 生年   | 毛色   | 父                 | 性 | 馬主                       | 厩舎                           | 戦績                 |
| ----- | ---------------------- | ------ | ------ | ------------------ | -- | -------------------------- | ------------------------------ | -------------------- |
| 第1仔 | レッドアルバ           | 2013年 | 鹿毛   | キングカメハメハ   | 牡 | （株）東京ホースレーシング | 栗東・石坂正                   | 3戦0勝（引退・乗馬） |
| 第2仔 | レッドジュラーレ       | 2014年 | 黒鹿毛 | ハービンジャー     | 牝 | （株）東京ホースレーシング | 栗東・石坂正                   | 8戦0勝（引退・繁殖） |
| 第3仔 | バレーノロッソ         | 2015年 | 栗毛   | ノヴェリスト       | 牡 | （有）社台レースホース     | 栗東・石坂公一                 | 25戦3勝（引退）      |
| 第4仔 | アルデンテ             | 2016年 | 鹿毛   | エンパイアメーカー | 牝 | 吉田千津                   | 栗東・河内洋                   | 3戦1勝（引退・繁殖） |
|       | 不受胎                 | 2017年 |        | ノヴェリスト       |    |                            |                                |                      |
| 第5仔 | フィエラブラス         | 2018年 | 黒鹿毛 | キングカメハメハ   | 牡 | （有）社台レースホース     | 美浦・手塚貴久                 | 4戦0勝（引退）       |
| 第6仔 | ラウレッタ             | 2019年 | 鹿毛   | ロードカナロア     | 牝 | （有）社台レースホース     | 美浦・木村哲也 →北海道・小野望 | 4戦0勝（引退・繁殖） |
| 第7仔 | イタリアンレッドの2020 | 2020年 | 鹿毛   | ロードカナロア     | 牡 |                            |                                | 未出走               |
| 第8仔 | デルマレッドスター     | 2022年 | 栗毛   | ノヴェリスト       | 牝 | 浅沼廣幸                   | 栗東・飯田祐史                 | 1戦0勝（現役）       |

・2025年4月18日現在

## 血統表
| イタリアンレッドの血統（サンデーサイレンス系／クロス無し） | イタリアンレッドの血統（サンデーサイレンス系／クロス無し） | イタリアンレッドの血統（サンデーサイレンス系／クロス無し） | （血統表の出典）     | （血統表の出典） |
| 父 ネオユニヴァース 2000 鹿毛                              | 父の父*サンデーサイレンス Sunday Silence 1986 青鹿毛       | Halo 1969 黒鹿毛                                           | Hail to Reason       | Hail to Reason   |
| 父 ネオユニヴァース 2000 鹿毛                              | 父の父*サンデーサイレンス Sunday Silence 1986 青鹿毛       | Halo 1969 黒鹿毛                                           | Cosmah               |                  |
| 父 ネオユニヴァース 2000 鹿毛                              | 父の父*サンデーサイレンス Sunday Silence 1986 青鹿毛       | Wishing Well 1975 鹿毛                                     | Understanding        | Understanding    |
| 父 ネオユニヴァース 2000 鹿毛                              | 父の父*サンデーサイレンス Sunday Silence 1986 青鹿毛       | Wishing Well 1975 鹿毛                                     | Mountain Flower      |                  |
| 父 ネオユニヴァース 2000 鹿毛                              | 父の母*ポインテッドパス Pointed Path 1984 栗毛             | Kris                                                       | Sharpen Up           | Sharpen Up       |
| 父 ネオユニヴァース 2000 鹿毛                              | 父の母*ポインテッドパス Pointed Path 1984 栗毛             | Kris                                                       | Doubly Sure          |                  |
| 父 ネオユニヴァース 2000 鹿毛                              | 父の母*ポインテッドパス Pointed Path 1984 栗毛             | Silken Way                                                 | Shantung             | Shantung         |
| 父 ネオユニヴァース 2000 鹿毛                              | 父の母*ポインテッドパス Pointed Path 1984 栗毛             | Silken Way                                                 | Boulevard            |                  |
| 母 *バルドネキア Bardonecchia 1995 栗毛                    | 母の父Indian Ridge 1985 栗毛                               | Ahonoora                                                   | Lorenzaccio          | Lorenzaccio      |
| 母 *バルドネキア Bardonecchia 1995 栗毛                    | 母の父Indian Ridge 1985 栗毛                               | Ahonoora                                                   | Helen Nichols        |                  |
| 母 *バルドネキア Bardonecchia 1995 栗毛                    | 母の父Indian Ridge 1985 栗毛                               | Hillbrow                                                   | Swing Easy           | Swing Easy       |
| 母 *バルドネキア Bardonecchia 1995 栗毛                    | 母の父Indian Ridge 1985 栗毛                               | Hillbrow                                                   | Golden City          |                  |
| 母 *バルドネキア Bardonecchia 1995 栗毛                    | 母の母Rosa de Caerleon 1986 芦毛                           | Caerleon                                                   | Nijinsky II          | Nijinsky II      |
| 母 *バルドネキア Bardonecchia 1995 栗毛                    | 母の母Rosa de Caerleon 1986 芦毛                           | Caerleon                                                   | Foreseer             |                  |
| 母 *バルドネキア Bardonecchia 1995 栗毛                    | 母の母Rosa de Caerleon 1986 芦毛                           | Carose                                                     | Caro                 | Caro             |
| 母 *バルドネキア Bardonecchia 1995 栗毛                    | 母の母Rosa de Caerleon 1986 芦毛                           | Carose                                                     | Pomme Rose F-No.20-c |                  |

- 母のバルドネキアはフランス重賞のプシケ賞勝ち馬で、イタリアオークス2着になっている。半兄のタヤスターゲットはダートで準オープンまで活躍した。祖母のRosa de Caerleonはイタリアの重賞2勝している。
- 近親にGIのサンクルー大賞、コロネーションカップ、ターフクラシック招待、オイロパ賞勝ち馬のApple Treeがいる。